# Associazione delle biblioteche austriache
L'Associazione delle biblioteche austriache (Österreichische Bibliothekenverbund, OBV) ha come scopo la collaborazione per la catalogazione ed i servizi di oltre 80 biblioteche universitarie e pubbliche aventi sede in Austria. Il numero delle istituzioni che ne fanno parte è suscettibile di variazioni, in quanto l'Associazione consente e promuove nuove adesioni.
Il posseduto delle biblioteche è ricercabile in un catalogo collettivo online nel quale sono stati riversati anche i titoli di monografie e di periodici presenti su cataloghi preesistenti, appartenenti ad altre 310 istituzioni.
Fra i membri sono comprese le biblioteche dell'Università di Vienna, dell'Università tecnica di Vienna, del Politecnico di Graz e dell'Università di Innsbruck.

## Attività
Le attività principali dell'Associazione sono relative alla gestione della collaborazione, all'amministrazione del sistema ed alla manutenzione del software. In particolare vengono implementati formati, standard ed archivi di dati, fra i quali lo Z39.50 ed il Gemeinsame Normdatei (GND).
Sul sito web dell'Associazione vengono inoltre pubblicati articoli di letteratura professionale.

## Storia
L'Associazione nasce all'interno di un progetto ideato nel 1974 per la Biblioteca nazionale austriaca e confluito quale gruppo di lavoro per l'automazione delle biblioteche (Arbeitsgruppe Bibliotheksautomation, AGBA) nel ministero della scienza, della ricerca e dell'arte (Bundesministerium für Wissenschaft, Forschung und Kunst).
Nel 2002 il gruppo di lavoro, già distaccatosi dalla Biblioteca nazionale austriaca, si dota di un proprio regolamento e della denominazione Österreichische Bibliothekenverbund und Service Gesellschaft m. b. H.
Dall'inizio del 1999 la catalogazione in rete, effettuata a partire dal 1988, diventa collaborativa attraverso il sistema integrato Aleph 500, che insieme al suo derivato Alephino, utilizzato dal 2004, ha consentito di riunire tutti i cataloghi preesistenti in un unico catalogo collettivo informatizzato, nel quale viene man mano riversato anche il pregresso.

## Struttura organizzativa
L'Associazione è gestita da un amministratore e da un gruppo di dirigenti, affiancati da supervisori, coordinatori, programmatori e tecnici. Nel 2015 impiega circa 25 dipendenti.